# Literatursoziologie
Literatursoziologie ist die Wissenschaft von den gesellschaftlichen und kulturellen Bedingungen der Produktion, Distribution und Rezeption von Literatur. Damit bewegt sich die Disziplin der Literatursoziologie an den Übergängen zwischen Literaturwissenschaft und Soziologie und ist interdisziplinär.
Literatursoziologie kann aus zwei displinären Blickwinkeln betrieben werden:
- Als Teildisziplin der Literaturwissenschaft untersucht die Literatursoziologie die Wechselbeziehungen von Literatur und Gesellschaft bzw. den gegenseitigen Relationen der sozialkulturellen Faktoren von literarischer Produktion, Rezeption und Distribution. Damit grenzt sich die Literatursoziologie einerseits ausdrücklich von einer rein werkimmanenten Betrachtungsweise ab und bezieht Theorieübernahmen aus der Soziologie in ihre Untersuchungen ein. Sie versteht sich andererseits jedoch nicht als Teilgebiet einer soziologischen Ausrichtung, die sich ausschließlich mit den Institutionen des literarischen Lebens sowie den damit verbundenen Handlungsrollen und Prozessen beschäftigt, ohne vorrangig an dem literarischen Werk als solchem interessiert zu sein.[1]
- Als Teildisziplin der Soziologie kann Literatursoziologie zum Beispiel aus systemtheoretischer Sicht (als Kommunikationssystem) oder aus kultursoziologischer Perspektive betrachtet werden. Literatursoziologie spielt auch eine große Rolle bei der Erforschung des Bürgertums.

## Überblick
Während die meisten Literaturtheorien die Verwiesenheit des individuellen Autors auf die gesellschaftlichen Bedingungen seines Schaffens anerkennen (mit bedeutenden Ausnahmen im russischen Formalismus, im New Criticism, im Strukturalismus und in der Dekonstruktion), untersucht die Literatursoziologie den Einfluss von Klasse, Geschlecht und politischem Interesse eines Autors, den „Zeitgeist“ einer spezifischen Epoche, auf die ökonomischen Rahmenbedingungen des Schriftstellerstands und des Buchhandels sowie auf die soziale Zuordnung und die Werte von literarischem Adressaten und Rezipienten. Hinzu kommt die Auslegung von Literaturkritik und -interpretation in Anbetracht ihrer gesellschaftlichen Rahmenbedingungen.
Grundlage ist dabei das problematische Abbildverhältnis von Literatur und Gesellschaft. Wird die Literatur als reines Spiegelbild einer Gesellschaft interpretiert, geht ihr Anspruch auf ästhetische Autonomie verloren; ist die Kunst hingegen vollkommen autonom, werden alle soziologischen Fragestellungen an sie hinfällig.
Eine Mittelstellung zwischen beiden Extremen nimmt die Literaturtheorie Adornos ein: gerade weil Kunst die Gesellschaft radikal negiert, lässt sich anhand dessen, was sie konkret negiert, der Zustand einer Gesellschaft ablesen – sie ist zugleich autonom und fait social.
Eine Alternative hierzu ist Bourdieus Theorie des literarischen Feldes. Bourdieu geht davon aus, dass zwischen dem literarischen Schaffen eines Akteurs, seiner habituellen Wahrnehmung und Beurteilung der sozialen Welt sowie seiner sozialen Statusposition ein enger Zusammenhang besteht, der sich theoretisch als Strukturhomologie erfassen lässt.
Eine weitere Spielart moderner Literatursoziologie, die unter dem Begriff der systemtheoretischen Literaturwissenschaft firmiert und zu der auch die Empirische Literaturwissenschaft zu rechnen ist, versucht den Literaturbetrieb und seine Instanzen als Handlungs- oder Kommunikationssystem zu beschreiben.
Oft wird Literatur auch unter dem Aspekt der Utopie analysiert: sie wird nicht verstanden als Beschreibung dessen, was die Gesellschaft ist, sondern was sie sein sollte.

## Geschichte
Anne Louise Germaine de Staël formuliert in De la littérature considérée dans ses rapports avec les institutions sociales (1800) deutlich die gesellschaftliche Bedingtheit der Literatur. Hippolyte Taine erklärt in seiner Geschichte der englischen Literatur (1863) literarische Werke durch den Rekurs auf drei Faktoren: der „Rasse“ seines Autors, seinem geographischen und „sozialen Milieu“ und seinem historischen „Moment“.
Doch erst zu Beginn des 20. Jahrhunderts, mit der Entwicklung allgemeiner Methodologien der Soziologie, finden literatursoziologische Themen systematische Behandlung, etwa in den Analysen Georg Simmels, Max Webers und Georg Lukács’, die allerdings nur geringe Resonanz auf die eigentliche literaturwissenschaftliche Forschung fanden.
Auch Arnold Hausers bedeutendem Beitrag zur Sozialgeschichte der Kunst und Literatur (1953) war dieses Schicksal beschieden. Gleichwohl stehen die Anfänge der Literatursoziologie in Deutschland, wie sie sich insbesondere mit den Namen Samuel Lublinski und Georg Lukács verbinden, in engem Zusammenhang mit der Konstituierung eines autonomen literarischen Produktionsbereichs und markieren den Beginn einer systematischen Erfassung der Wechselwirkung von moderner Literatur und Gesellschaft, deren Genealogie sich bis in die Theorie des literarischen Feldes und die Systemtheorie verfolgen lässt.
Angeregt durch die Buchmarktforschung und beeinflusst von den publikumssoziologischen Thesen Robert Escarpits unternahm in den 1960ern Alphons Silbermann die empirische und statistische Erforschung der Literaturdistribution, -produktion und -rezeption, wobei der ästhetische Eigenwert des literarischen Kunstwerks ausgeblendet bleibt. Dieser rückt später ins Zentrum des Interesses von Lucien Goldmann und Pierre Bourdieu, die als Hauptvertreter eines genetischen Strukturalismus innerhalb der Literatursoziologie gelten und Aspekte horizontaler sowie vertikaler Differenzierung miteinander in Verbindung bringen.
In den Arbeiten der Frankfurter Schule, besonders von Walter Benjamin und Theodor W. Adorno, wird das Kunstwerk zur 'geschichtsphilosophischen Sonnenuhr', die den jeweiligen historischen Entwicklungsstand einer Gesellschaft besonders klar ausdrückt.
In der heutigen Forschung sind marxistische und feministische Literaturtheorien besonders von literatursoziologischen Fragestellungen geprägt, welche im New Historicism ihren reinsten Ausdruck finden. Auch Theoretiker der Systemtheorie, der Semiotik oder der Diskursanalyse versuchen, an literatursoziologische Fragestellungen Anschluss zu gewinnen.
Das immer wieder nur kursorische Interesse der Soziologie an i. e. S. literatursoziologischen Fragen hat insgesamt dazu geführt, dass seit den 1970er Jahren eine beachtliche literatursoziologische Erweiterung des Blickfeldes und der Analysen innerhalb der Literaturwissenschaft selbst stattgefunden hat.

### Gesamtdarstellungen
- Andreas Dörner, Ludgera Vogt: Literatursoziologie. Literatur, Gesellschaft, Politische Kultur (= WV-Studium 170 Literaturwissenschaft). Westdeutscher Verlag, Opladen 1994, ISBN 3-531-22170-1
- Hans Norbert Fügen: Die Hauptrichtungen der Literatursoziologie und ihre Methoden (= Abhandlungen zur Kunst-, Musik- und Literaturwissenschaft. 21). 4. Aufl. Bouvier, Bonn 1970, ISBN 3-416-00395-0 (Zugleich: Mainz, Universität, Dissertation, 1962).
- Elke M. Geenen, Hans Norbert Fügen: Literatursoziologie. In: Günter Endruweit, Gisela Trommsdorff (Hrsg.): Wörterbuch der Soziologie (= UTB. Soziologie 2232). 2., völlig neub. und erw. Auflage. Lucius & Lucius, Stuttgart 2002, ISBN 3-8282-0172-5, S. 325–335
- Arnold Hauser: Sozialgeschichte der Kunst und Literatur. Ungekürzte Sonderausgabe in 1 Band. Beck, München 1983, ISBN 3-406-02515-3 (Mehrere Auflagen)
- Diana Laurenson, Alan Swingewood: The Sociology of Literature. Paladin, London 1972, ISBN 0-586-08128-3.
- Jürgen Link, Ursula Link-Heer: Literatursoziologisches Propädeutikum. Mit Ergebnissen einer Bochumer Lehr- und Forschungsgruppe Literatursoziologie 1974–76 (= Uni-Taschenbücher 799). Fink, München 1980, ISBN 3-7705-1640-0
- Leo Löwenthal: Zur gesellschaftlichen Lage der Literatur, Zeitschrift für Sozialforschung, 1–2, 1932, S. 85–102
- Heinrich Lützeler: Probleme der Literatursoziologie, in „Die neueren Sprachen,“ 40, 1932, Hg. Wilhelm Viëtor, Diesterweg Verlag, S. 473–478
- Georg Lukács: Theorie des Romans. Ein geschichtsphilosophischer Versuch über die Formen der großen Epik (= dtv Wissenschaft, 4624). Vorwort von 1962. Deutscher Taschenbuch-Verlag, München 1994, ISBN 3-423-04624-4 (zuerst Cassirer, Berlin 1920)
- Georg Lukács: Zur Soziologie des modernen Dramas. 2 Teile. Archiv für Sozialwissenschaft und Sozialpolitik, 38, 1914, S 303–345; S. 662–706
- Christine Magerski und Christa Karpenstein-Eßbach: Literatursoziologie. Grundlagen, Problemstellungen und Theorien. Wiesbaden: Springer VS 2019 ISBN 978-3-658-22291-8
- Friedrich Nietzsche: Die Geburt der Tragödie aus dem Geiste der Musik. E. W. Fritzsch, Leipzig 1872
- Jürgen Scharfschwerdt: Grundprobleme der Literatursoziologie. Ein wissenschaftsgeschichtlicher Überblick. (= Urban-Taschenbücher, 217) Kohlhammer, Stuttgart 1977, ISBN 3-17-001543-5
- Alphons Silbermann: Einführung in die Literatursoziologie. Oldenbourg, München 1981, ISBN 3-486-19951-X

### Einzelstudien
- Theodor W. Adorno: Noten zur Literatur (= Suhrkamp-Taschenbuch Wissenschaft 355). Herausgegeben von Rolf Tiedemann. Suhrkamp, Frankfurt am Main 2002, ISBN 3-518-27955-6.
- Carolin Amlinger: Schreiben. Eine Soziologie literarischer Arbeit, suhrkamp, Berlin 2021, ISBN 978-3-518-29963-0.
- Pierre Bourdieu: Die Regeln der Kunst. Genese und Struktur des literarischen Feldes (= Suhrkamp-Taschenbuch Wissenschaft 1539). Suhrkamp, Frankfurt am Main 2002, ISBN 978-3-518-29139-9. [im Original Les règles de l’art: Genése et structure du champ littèraire. Éditions du Seuil, Paris, 1992]
- Lucien Goldmann: Dialektische Untersuchungen (= Soziologische Texte. Bd. 29, ISSN 0584-6072). Luchterhand, Neuwied u. a. 1966.
- Leo Löwenthal: Schriften. Herausgegeben von Helmut Dubiel. Band 1: Literatur und Massenkultur (= Suhrkamp-Taschenbuch Wissenschaft 901). Suhrkamp, Frankfurt am Main 1990, ISBN 3-518-28501-7.
- Niklas Luhmann: Schriften zu Kunst und Literatur (= Suhrkamp-Taschenbuch Wissenschaft 1872). Herausgegeben von Niels Werber. Suhrkamp, Frankfurt am Main 2008, ISBN 978-3-518-29472-7.
- Christine Magerski:
  - Schule machen. Zur Geschichte und Aktualität der Literatursoziologie // On the History and Contemporary Relevance of the Sociology of Literature. In: Zagreber Germanistische Beiträge, Heft 24/2015, S. 193–220, online als PDF-Datei unter  abrufbar.
  - Die Konstituierung des literarischen Feldes in Deutschland nach 1871. Berliner Moderne, Literaturkritik und die Anfänge der Literatursoziologie. Tübingen: Niemeyer (Studien und Texte zur Sozialgeschichte der Literatur, Bd. 101) 2004.
- Andrew Milner: Literature, Culture and Society. 2nd edition. Routledge, London u. a. 2005, ISBN 0-415-30784-8.
- Siegfried J. Schmidt. Die Selbstorganisation des Sozialsystems Literatur im 18. Jahrhundert. Suhrkamp, Frankfurt am Main 1989, ISBN 3-518-58005-1.
- Peter V. Zima: Textsoziologie: Eine kritische Einführung in die Diskurssemiotik, Metzler, Heidelberg 2. Auflage  2021 ISBN 978-3-476-05815-7